# Pitcher (New York)
Pour les articles homonymes, voir Pitcher (homonymie).
Pitcher est une ville située dans le comté de Chenango, dans l'État de New York, aux États-Unis. En 2010, elle comptait une population de 803 habitants, estimée au 1er juillet 2019 à 779 habitants.

## Démographie
Lors du recensement de 2010, la ville comptait une population de 803 habitants. Elle est estimée, en 2019, à 779 habitants.